# Hubert Kostka
Hubert Jerzy Kostka (ur. 27 maja 1940 w Markowicach) – polski piłkarz grający na pozycji bramkarza, reprezentant Polski (także jako kapitan), mistrz olimpijski 1972, trener, magister inżynier górnictwa, magister wychowania fizycznego.

## Kariera piłkarska
Nosił boiskowy przydomek Farorz (po śląsku proboszcz). W 1958 roku ukończył Liceum Ogólnokształcące w Raciborzu, W 1964 uzyskał tytuł zawodowy magistra inżyniera górnictwa na Politechnice Śląskiej; wykształcił się także w kierunku sportowym – w 1975 absolwent Akademii Wychowania Fizycznego w Katowicach, a od 1986 jest trenerem klasy mistrzowskiej.
Karierę sportową rozpoczął w klubie LZS Markowice. W 1957 przeszedł do Unii Racibórz, a jesienią 1960 do Górnika Zabrze. W barwach Górnika występował przez 14 sezonów ligowych, rozegrał 301 meczów oficjalnych, w tym 222 w ekstraklasie. Zdobył jako piłkarz 8 tytułów mistrza Polski (1961, 1963–1966, 1970–1972) i 6 Pucharów Polski (1965, 1968-1972), grał także w wiedeńskim finale europejskiego Pucharu Zdobywców Pucharów, przegranym 1:2 z Manchesterem City.
Do najlepszych występów Kostki w reprezentacji zaliczano mecze przeciwko Belgom (1967), Holendrom (1969) i Bułgarom (1969). Został także zapamiętany z występów w barwach Górnika w meczach europejskich pucharów – z Dynamem Kijów (1967), Manchesterem United (1968), AS Roma (1970). Był uważany za jednego z najlepszych polskich bramkarzy.

## Kariera trenerska
Po zakończeniu kariery zawodniczej zajął się trenowaniem ekip młodzieżowych Górnika. W 1976 po raz pierwszy został trenerem zespołu seniorów; w pierwszym sezonie poprowadził drużynę do 3. miejsca w ekstraklasie, ale kolejny słabszy sezon (zakończony spadkiem) kosztował go utratę posady na półmetku ligi. W następnych latach prowadził m.in. Szombierki Bytom (mistrzostwo Polski 1980); powrócił do Górnika Zabrze w 1983 i zdobył tytuły mistrzowskie w 1985 i 1986. Trzeci raz prowadził klub z Zabrza przez kilka miesięcy w 1994. Był ponadto trenerem Walki Makoszowy, Zagłębia Sosnowiec, Olimpii Poznań, Petrochemii Płock, Lechii/Olimpii Gdańsk, Rakowa Częstochowa; w Szwajcarii prowadził kluby z Grenchen i Aarau.
Współpracował z Kazimierzem Górskim w sztabie szkoleniowym przygotowującym start Polaków na mistrzostwach świata w 1974 oraz w eliminacjach mistrzostw Europy w 1975. Pomagał także następnym szkoleniowcom kadry – Jackowi Gmochowi i Antoniemu Piechniczkowi w przygotowaniach do kolejnych mundiali. Sam kandydował na stanowisko trenera selekcjonera Polski w 1989, ale przegrał z Andrzejem Strejlauem. Tygodnik Piłka Nożna przyznał mu trzy razy tytuł Trenera Roku.
W maju 2005 został powołany przez prezesa Polskiego Związku Piłki Nożnej Michała Listkiewicza w skład specjalnej komisji etyki, która miała zajmować się przypadkami korupcji wśród sędziów piłkarskich, jednak zrezygnował z udziału w jej pracach.

## Mecze międzynarodowe
Bronił w reprezentacji w latach 1962–1972, zaliczając 32 oficjalne występy, choć sam Kostka twierdzi, że 34. W trzech z nich pełnił obowiązki kapitana polskiego zespołu. Największy sukces w karierze reprezentacyjnej odniósł u jej schyłku, sięgając z zespołem Kazimierza Górskiego po złoto olimpijskie w Monachium w 1972.
| lp. | Data       | Miejsce      | Przeciwnik     | Wynik | Rozgrywki                     | Grał   | Uwagi |
| --- | ---------- | ------------ | -------------- | ----- | ----------------------------- | ------ | ----- |
| 1.  | 15.04.1962 | Casablanca   | Maroko         | 3:1   | Towarzyski                    | od 78' |       |
| 2.  | 11.10.1962 | Warszawa     | Maroko         | 1:1   | Towarzyski                    | 90'    |       |
| 3.  | 17.09.1967 | Warszawa     | Francja        | 1:4   | El. Euro 1968                 | 90'    |       |
| 4.  | 08.10.1967 | Bruksela     | Belgia         | 4:2   | El. Euro 1968                 | 90'    |       |
| 5.  | 29.10.1967 | Kraków       | Rumunia        | 0:0   | Towarzyski                    | 90'    |       |
| 6.  | 24.04.1968 | Chorzów      | Turcja         | 8:0   | Towarzyski                    | 90'    |       |
| 7.  | 01.05.1968 | Warszawa     | Holandia       | 0:0   | Towarzyski                    | 90'    |       |
| 8.  | 15.05.1968 | Dublin       | Irlandia       | 2:2   | Towarzyski                    | 90'    |       |
| 9.  | 09.06.1968 | Oslo         | Norwegia       | 6:1   | Towarzyski                    | 90'    |       |
| 10. | 20.06.1968 | Warszawa     | Brazylia       | 3:6   | Towarzyski                    | 90'    |       |
| 11. | 20.10.1968 | Szczecin     | NRD            | 1:1   | Towarzyski                    | 90'    |       |
| 12. | 30.10.1968 | Chorzów      | Irlandia       | 1:0   | Towarzyski                    | 90'    |       |
| 13. | 07.05.1969 | Rotterdam    | Holandia       | 0:1   | El. Mundialu 1970             | 90'    |       |
| 14. | 15.06.1969 | Sofia        | Bułgaria       | 1:4   | El. Mundialu 1970             | 90'    |       |
| 15. | 27.08.1969 | Łódź         | Norwegia       | 6:1   | Towarzyski                    | 90'    |       |
| 16. | 07.09.1969 | Chorzów      | Holandia       | 2:1   | El. Mundialu 1970             | 90'    |       |
| 17. | 12.10.1969 | Luksemburg   | Luksemburg     | 5:1   | El. Mundialu 1970             | 90'    |       |
| 18. | 09.11.1969 | Warszawa     | Bułgaria       | 3:0   | El. Mundialu 1970             | 90'    |       |
| 19. | 06.05.1970 | Poznań       | Irlandia       | 2:1   | Towarzyski                    | 90'    |       |
| 20. | 19.05.1970 | Kopenhaga    | Dania          | 2:0   | Towarzyski                    | 90'    |       |
| 21. | 02.09.1970 | Warszawa     | Dania          | 5:0   | Towarzyski                    | 90'    |       |
| 22. | 06.09.1970 | Rostock      | NRD            | 0:5   | Towarzyski                    | 90'    |       |
| 23. | 16.04.1972 | Stara Zagora | Bułgaria       | 1:3   | El. Igrzysk olimpijskich 1972 | 90'    |       |
| 24. | 07.05.1972 | Warszawa     | Bułgaria       | 3:0   | El. Igrzysk olimpijskich 1972 | 90'    |       |
| 25. | 10.05.1972 | Poznań       | Szwajcaria     | 0:0   | Towarzyski                    | do 45' |       |
| 26. | 30.08.1972 | Ratyzbona    | Ghana          | 4:0   | Igrzyska olimpijskie 1972     | 90'    |       |
| 27. | 01.09.1972 | Norymberga   | NRD            | 2:1   | Igrzyska olimpijskie 1972     | 90'    |       |
| 28. | 03.09.1972 | Ratyzbona    | Dania          | 1:1   | Igrzyska olimpijskie 1972     | 90'    |       |
| 29. | 05.09.1972 | Augsburg     | ZSRR           | 2:1   | Igrzyska olimpijskie 1972     | 90'    |       |
| 30. | 08.09.1972 | Norymberga   | Maroko         | 5:0   | Igrzyska olimpijskie 1972     | 90'    |       |
| 31. | 10.09.1972 | Monachium    | Węgry          | 2:1   | Igrzyska olimpijskie 1972     | 90'    |       |
| 32. | 15.10.1972 | Bydgoszcz    | Czechosłowacja | 3:0   | Towarzyski                    | 90'    |       |

## Odznaczenia
- Krzyż Kawalerski Orderu Odrodzenia Polski (1972)[3]
- Złota Odznaka PZPN (1972)[4]